# Cyriacus Prucker
Cyriacus Prucker (Prugger) OSB († 1517 in Frauenzell) war ein deutscher Benediktiner im Kloster Reichenbach am Regen, Administrator im Kloster Metten und später Abt im Kloster Frauenzell. 

## Biographie
Nach mehrmaligen bischöflichen Visitationen wurde 1495 Cyriacus Prucker aus der Reformabtei Reichenbach durch Bischof Ruprecht II. von Regensburg nach Metten entsandt und zum Koadjutor des altersschwachen Abtes Pankratius Kammerer bestimmt. Er sollte in Metten die Kastler Reform einführen. Dabei wurde er von zwei Mitbrüdern aus Reichenbach unterstützt, dem Prior P. Wolfgang und P. Jakob Prem. Cyriacus Prucker führte in Metten die Administration über den Tod von Abt Pankratius Kämmerer hinaus bis 1496 fort, da es offensichtlich nicht gelang, einen Nachfolger für den verstorbenen Abt zu bestimmen. Offenbar erst, als Cyriacus Prucker sich beklagte, dass seine beiden Reichenbacher Mitbrüder abgezogen worden waren und er allein in Metten verblieben war, wurde eine Neuwahl angesetzt. 
Als Jakob Prem, der 1499 zum Abt im Kloster Frauenzell bestellt worden war, im Jahr 1505 als Abt ins Kloster Biburg berufen wurde, folgte ihm Cyriacus Prucker als Abt in Frauenzell. Der neue Abt bemühte sich mit Erfolg um die Bestätigung der in der vorausgehenden Zeit immer wieder gefährdeten Güter und Privilegien des Klosters. Insgesamt trug seine Amtsführung zu einem Aufblühen des kleinen Klosters bei. Unter seinen Nachfolgern geriet das Kloster jedoch bald wieder in eine schwierige Lage.